# Aphrastobracon flaviceps
Aphrastobracon flaviceps är en stekelart som först beskrevs av Cameron 1910.  Aphrastobracon flaviceps ingår i släktet Aphrastobracon och familjen bracksteklar. Inga underarter finns listade i Catalogue of Life.